# Vzdělávání v Česku

Podíl osob s magisterským vzděláním ve 30 městech s největší populací.

Vzdělávání v Česku je rozděleno do primárního (základní škola), sekundárního (základní a střední škola) a terciárního (vyšší odborná škola, vysoká škola). Od 1 roku může dítě navštěvovat jesle, od 3 do 5 let může navštěvovat mateřskou školu, kde je poslední rok před nástupem na základní školu povinný. Základní školu navštěvují žáci od 6 do 15 let (9 ročníků), střední školu od 15 do 19 let (4 ročníky) a v následném terciárním vzdělávání podporuje stát studenty do věku 26 let. Systém vzdělávání řídí Ministerstvo školství, mládeže a tělovýchovy České republiky dle Školského zákona a Zákona o vysokých školách, které vymezují proces postupného získávání kvalifikace (blíže ISCED) v jednotlivých stupních školní soustavy. Vzdělávací systém je bezplatný, ale existují i soukromé školy, kde se platí školné. Povinná školní docházka je 10 let. Výuka probíhá v českém jazyce, což může být překážka pro romskou a jiné menšiny.

## Charakteristika
Způsob a organizaci výuky na školách řeší Školský zákon. Vyhláška o základním vzdělávání a některých náležitostech plnění povinné školní docházky se zaměřuje na organizaci základního vzdělávání, počty žáků ve školách a třídách, podmínky pro poskytování učebnic a školních potřeb, organizaci kurzu pro získání základního vzdělání, pravidla pro hodnocení žáků, zkoušky a způsob dokládání plnění povinné školní docházky v zahraničí a opravné zkoušky. Další vyhláška, která je důležitá pro chod základních škol je Vyhláška o hygienických požadavcích na prostory pro výchovu a vzdělávání.
Hodnocení žáků probíhá průběžně, je vydáváno vysvědčení v pololetí a na konci školního roku. Vysvědčení na konci školního roku rozhoduje o postupu do dalšího ročníku. Hodnocení je nejčastěji klasifikačními stupni 1 až 5 (5 je nejhorší), ale může být i slovní, případně kombinací obojího. Primární vzdělávání poskytuje žákům základní povinné vzdělání. Připravuje na dobrovolné sekundární vzdělávání a terciární vzdělávání, které si žák sám může vybrat (nutno vykonat přijímací zkoušky).

### Organizace výuky
Školní rok začíná 1. září daného roku a končí 31. srpna roku následujícího a je rozdělen na dvě pololetí (2. pololetí začíná v únoru). Žáci navštěvují školu od pondělí do pátku. Hlavní letní prázdniny jsou vždy v červenci a srpnu (2 měsíce), další volno mají žáci na podzimní prázdniny (2 dny), Vánoční prázdniny (dle aktuálního kalendáře do 14 dnů), pololetní prázdniny (1 den), jarní prázdniny (1 týden) a Velikonoční prázdniny (1 den – na Zelený čtvrtek). Doba trvání vyučovací hodiny je 45 minut, může být upravena, ale musí být v souladu s učebním plánem. Obsah výuky definuje globálně Národní program vzdělávání ČR (Bílá kniha), na který navazuje Rámcový vzdělávací program (RVP), a podle kterého škola připraví svůj Školní vzdělávací program (ŠVP). Žáci se speciálními vzdělávacími potřebami mohou být začleněni do běžné třídy, může jim být poskytnut individuální vzdělávací plán a přidělen asistent.

### Feminizace českého vzdělávacího systému
Od sametové revoluce se prohlubovala feminizace českého vzdělávacího systému. Z učitelské profese odešla  v letech 1989 až třetina pedagogů ze škol dle dat think tanku IDEA. Odcházející učitelé zamířili nejčastěji pracovat do soukromého sektoru, přičemž se odchody týkaly více mužů než žen. Česká socioložka Jana Černoušková popsala důvody úspěchu žen v učitelské profesi jako kombinace stereotypů o ženách jako pečovatelkách a snahy skloubit profesní a osobní život. Psycholog Stanislav Stendl přidal nízkou prestiž povolání, menší náročnost studia na pedagogických fakultách, nízké finanční ohodnocení za práci a větší zájem žen o práci s dětmi k předpokládaným příčinám feminizace českého vzdělávacího systému.
Pracovníci Ministerstva školství, mládeže a tělovýchovy České republiky ve sborníku Stínová zpráva v oblasti rovného zacházení a rovných příležitostí žen a mužů poukazali na fakt, že kvůli vysokému počtu žen dochází k sociologickému fenoménu deprofesionalizace učitelské práce. Deprofesionalizace se dále projevuje nemožností setkání s učitelem – mužem – při výuce na základní škole. Podle údajů Úřadu vlády České republiky český školní systém díky absenci mužských vzorů na nižších stupních systému podporuje genderové rozložení rolí ve společnosti. Tolerance přestupků u chlapců a vyšší míra svobody vede k podpoře mužské soutěživosti a konkurenceschopnosti. I přes znevýhodnění chlapců v českém vzdělávacím systému muži z hostilního systému těží kvůli vyšším platům napříč obory i kategoriemi nejvyššího dosaženého vzdělání.

## Vzdělávací systém
Vzdělávací systém realizuje formální vzdělávání. V Česku stojí mimo tento systém základní umělecké školy, které sice vzdělávají v umění a jsou řízeny MŠMT, ale nepatří do žádného stupně vzdělávání. 

### Primární vzdělávání
Primární vzdělávání (ISCED stupně 1) zajišťuje v České republice 1. stupeň základní školy, který zahrnuje 1. až 5. třídu. Výuku ve třídě obvykle zajišťuje jediný učitel pro všechny předměty. Primární vzdělávání je první částí devítileté povinné školní docházky v České republice. Zřizovatelem základních škol jsou obvykle obce. Nástup do školy je zajištěn zápisem do první třídy, kde se po dovršení 6 let věku dítěte zjišťuje jeho vyspělost a připravenost dítěte k nástupu do školy. Pokud není dítě nástupu schopné, může na základě zprávy z dětské poradny získat odklad nástupu do školy o jeden rok. Škola je dítěti určena podle spádovosti, tj. podle místa trvalého bydliště, ale zákonní zástupci mohou požádat školu o výjimku.
Ve školním roce 2007/2008 se uvolnily učební osnovy pro základní školy a základní školy si mohly (ale nemusely) vytvořit vlastní učební plány.

### Sekundární vzdělávání
Sekundární vzdělávání (ISCED stupně 2 a 3) zajišťuje v České republice 2. stupeň základní školy (nižší sekundární vzdělávání) a střední školy (vyšší sekundární vzdělávání). Zatímco základní škola poskytuje nediferencované všeobecné vzdělávání (věk žáků 11 až 15 let), střední školy (věk žáků 15 až 19 let) slouží pro přípravu na budoucí povolání a/nebo jako příprava pro další studium v terciárním vzdělávání. Zřizovatelem základních škol jsou typicky obce, zřizovatelem středních škol pak Krajský úřad (tzv. „regionální školství“).

### Terciární vzdělávání
Terciární vzdělání umožňuje v České republice absolventům maturitních oborů (věk 19 let a více) dále zvyšovat svou kvalifikaci v různých specializacích studiem buďto na konzervatořích, vyšších odborných školách (VOŠ), nebo na vysokých školách (resp. univerzitách). Vzdělání dosažené na vysokých školách lze pak rozlišovat na tři základní úrovně: bakalářské, magisterské a doktorské (Ph.D.).

## Formy vzdělávání
Podle školského zákona č. 561/2004 Sb. o předškolním, základním, středním, vyšším odborném a jiném vzdělávání, ve znění pozdějších předpisů, se hovoří o denní formě vzdělávání (§ 25 Školského zákona) jako o jedné z pěti možných forem vzdělávání. Školský zákon pak upravuje i další formy vzdělávání následovně: „Základní vzdělávání se uskutečňuje v denní formě vzdělávání. Střední a vyšší odborné vzdělávání se uskutečňuje v denní, večerní, dálkové, distanční a kombinované formě vzdělávání, vzdělání dosažené ve všech formách vzdělávání je rovnocenné.“ Zákon také udává, že: „Délka dálkového, večerního, distančního nebo kombinovaného vzdělávání je nejvýše o 1 rok delší než doba vzdělávání v denní formě.“ Pro účely tohoto zákona se pak rozumí:
Denní forma vzděláváníDenní formou vzdělávání (prezenční studium) je výuka organizovaná pravidelně každý den v pětidenním vyučovacím týdnu v průběhu školního roku.
Dálková forma vzděláváníDálkovou formou vzdělávání je forma vzdělávání pro samostatné studium spojené s konzultacemi v rozsahu 200 až 220 konzultačních hodin ve školním roce.
Večerní forma vzděláváníVečerní formou vzdělávání je dálková forma vzdělávání organizovaná pravidelně několikrát v týdnu v rozsahu 10 až 18 hodin týdně v průběhu školního roku zpravidla v odpoledních a večerních hodinách.
Distanční forma vzděláváníDistanční formou vzdělávání je dálková forma samostatného studia uskutečňované převážně nebo zcela prostřednictvím informačních technologií, popřípadě spojené s individuálními konzultacemi.
Během pandemie koronaviru došlo nařízením vlády v letech 2020 a 2021 k několikaměsíčnímu uzavření škol, takže distanční forma se stala dominantní formou výuky.
Kombinovaná forma vzděláváníKombinovanou formou vzdělávání je dálková forma vzdělávání se střídáním denní a jiné formy vzdělávání stanovené tímto zákonem.

## Financování školství

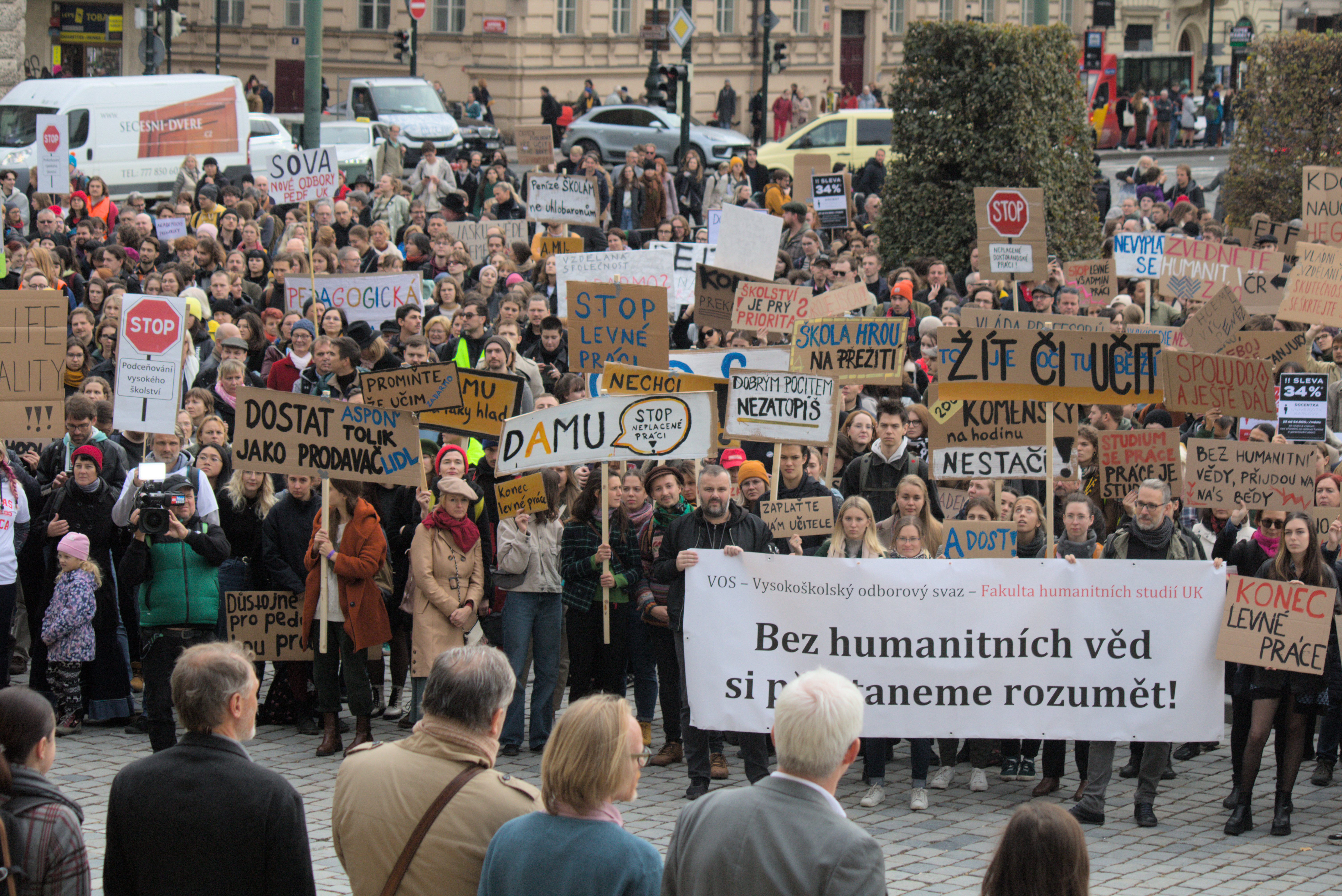
Protestní akce Vysoké školy na křižovatce poukazující na nízké platy zaměstnanců vysokých škol (říjen 2023)

Podle informací OECD z roku 2007 Česko směřuje do vzdělávání 10 procent veřejných výdajů, čímž se v srovnávacím žebříčku řadí na předposlední místo spolu s Japonskem. Vyjádřeno podílem HDP se jedná o asi 4,6 %, což je podstatně méně než průměr zemí OECD, který činí 6,1 %. Současně čeští pedagogové dostávají čtvrté nejnižší platy z více než třiceti zemí sledovaných OECD.

### Způsob financování
Ředitel školy má odpovědnost za účinné využívání svěřených finančních prostředků a je zodpovědný za zpracování výroční zprávy o hospodaření školy. Obce s rozšířenou působností vytváří návrh na rozpočet škol a školských zařízení v obvodu jejích působností a tenhle návrh předává krajskému úřadu. Kraje rozdělují školám a školským zařízením, které jsou zřízeny kraji, přímé výdaje na vzdělávání. Přidělují i školám, které jsou zřízeny obcemi, přímé výdaje na vzdělání a mají právo kontrolovat využití těchto prostředků u škol zřízených obcemi. Krajský úřad je zodpovědný za rozpis finančních prostředků pocházejících ze státního rozpočtu. Krajský úřad přiděluje finance i soukromým školám, které jsou zařazené do sítě škol. Kraje mohou přidělit školám finanční prostředky i ze svých prostředků.
Ministerstvo školství, mládeže a tělovýchovy je nadřízeným orgánem jakékoliv školy. Ministerstvo školství, mládeže a tělovýchovy rozepisuje a přiděluje školám a školským zařízením, které zřizuje samo nebo jsou zřízeny registrovanými církvemi a náboženskými společnostmi, všechny finanční prostředky. Přiděluje krajům ze státního rozpočtu finanční prostředky na přímé náklady na vzdělávání.
Obce přidělují svým školám veškeré finanční prostředky ze svého rozpočtu, krom těch, které škola obdrží formou dotace ze státního rozpočtu. Obce také mohou zvýšit mzdové výdaje svých škol a to ze svého rozpočtového zdroje. Obce mají nárok na příspěvek ze státního rozpočtu na neinvestiční výdaje žáka tzv. provozní výdaje. Obec může také požádat rodiče dětí, které navštěvují např. školní kluby zřízené obcí, aby jim přispívali na jejich chod. Obec má pravomoc projednávat s ředitelem školy, kterou zřizuje, rozpočet a sociální podmínky pracovníků. Rada školy má v kompetenci schvalovat návrh rozpočtu školy.

## Vzdělávání pedagogů
Učitelé získávají aprobaci typicky studiem na pedagogických fakultách vysoké školy. Pro první stupeň je aprobace univerzální, na druhém a třetím stupni je aprobace zaměřena typicky na konkrétní předměty, které učitel na vysoké vystuduje.
Podle platné normy musí mít všichni pedagogové pedagogické vzdělání, tj. Osvědčení o učitelské způsobilosti neboli pedagogické minimum, což platí i pro vychovatele. Od ledna 2019 nicméně existuje návrh na možnost zaměstnávání pedagogů s jiným vysokoškolským vzděláním, které by si osvědčení museli do tří let doplnit. Podmínkou přijetí by také bylo vysokoškolské vzdělání v daném oboru a pětiletá praxe.
Absolventi pedagogických oborů vysokých škol, a to nejen pedagogických fakult, získávají takzvané pedagogické minimum v rámci svého studia, nicméně nabízejí je i samostatně v rámci celoživotního vzdělávání. Další možností jejich získání jsou kurzy nabízené soukromými organizacemi akreditovanými u MŠMT.
Učitelé v mateřských školách získávají odbornou kvalifikaci také na školách s vyšším odborným vzděláním či středním vzděláním s maturitní zkouškou v oboru vzdělání zaměřeném na přípravu učitelů mateřské školy. Jednou ze škol tohoto typu s nejdelší historií je v Prachaticích, oborové studium v roce 2019 nabízelo více než 20 škol.